# Hermann Duft und Hans Wilhelm Bassenauer
Hermann Duft (* 1938; † 15. Dezember 1969) und Hans Wilhelm Bassenauer (* 1938; † 15. Dezember 1969) waren zwei deutsche Serienmörder, die in Griechenland – innerhalb eines kurzen Zeitraumes im Jahr 1969 – sechs Menschen ermordeten. Sie wurden festgenommen und nach einem Prozess zum Tode verurteilt und hingerichtet.

## Hintergrund
Duft wurde in Harheim bei Frankfurt am Main und Bassenauer in Darmstadt geboren. Beide waren beruflich Klempner. Duft war alleinstehend, während Bassenauer verheiratet war und drei Kinder hatte. Duft diente während des Algerienkrieges für kurze Zeit in der französischen Fremdenlegion.

## Mordserie
Duft und Bassenauer kamen am 17. Februar 1969 mit dem Auto nach Griechenland. Innerhalb der nächsten Wochen ermordeten sie sechs Menschen. Am 5. März töteten sie den Nachtwächter einer Tankstelle in der Nähe von Theben und einen anwesenden Soldaten. Am 13. März ermordeten sie einen griechisch-amerikanischen Börsenmakler in Voula, am 7. April einen Taxifahrer und am 9. April einen Tankstellenmitarbeiter in der Nähe von Athen. Am 12. April ermordeten sie auf dem Weg von Athen nach Patras einen Griechen, der in Deutschland lebte und in seiner Heimat Urlaub machte. Sie ließen ihr Auto zurück und kehrten mit dem Wagen des Opfers nach Athen zurück.
Die griechischen Behörden verboten die Berichterstattung über die Morde bis zur Ergreifung der Täter.

## Festnahme
Die griechische Polizei wurde am 16. April von einer Frau alarmiert, die „kleine Blutflecken“ an einem Auto mit deutschen Kennzeichen gesehen hatte; dem Wagen der Täter. Duft und Bassenauer wurden festgenommen, als sie das Auto abholen wollten. Sie wurden von der Polizei befragt und verhaftet. Sie wurden vor Gericht gestellt und wegen Mord und Raub angeklagt.

## Prozess und Urteil
Der Prozess gegen Duft und Bassenauer fand kurz darauf vor einem Berufungsgericht statt. Sie wurden für schuldig befunden und für jeden der Morde zum Tode verurteilt. Ihre Berufung wurde vom obersten Kassationsgericht ebenso abgelehnt wie ihr Antrag an den Begnadigungsrat, ihre Strafe in lebenslange Haft umzuwandeln. Am 15. Dezember 1969 wurde das Todesurteil vollstreckt. Beide Täter wurden erschossen; Bassenauer auf Korfu und Duft in Ägina.
Bassenauers Witwe sagte später: „Mein Mann hat eine gerechte Strafe bekommen.“ Sie sprach sich nur gegen den Termin der Hinrichtung kurz vor Weihnachten aus.